# Campeonato Mundial de Gimnasia Artística de 1979
El XX Campeonato Mundial de Gimnasia Artística se celebró en Fort Worth (Estados Unidos) entre el 3 y el 9 de diciembre de 1979 bajo la organización de la Federación Internacional de Gimnasia (FIG) y la Federación Estadounidense de Gimnasia.

## Resultados

### Masculino
| Evento                 | Oro | Plata | Bronce                                                                                           |
| ---------------------- | --- | --- | ------------------------------------------------------------------------------------------------ |
| Concurso completo ind. | Alexandre Ditiatin Unión Soviética 118,250 pts.                                                                               | Kurt Thomas Estados Unidos 117,975 pts.                                                                          | Alexandre Tkachev Unión Soviética 117,475 pts.                                                   |
| Suelo                  | Kurt Thomas Estados Unidos / Roland Bruckner República Democrática Alemana 19,800                                             | | Alexandre Tkachev Unión Soviética 19,775                                                         |
| Caballo con arcos      | Zoltan Magyar · Hungría · 19,825                                                                                              | Kurt Thomas Estados Unidos 19,725                                                                                | Koji Gushiken Japón 19,600                                                                       |
| Anillas                | Alexandre Ditiatin Unión Soviética 19,800                                                                                     | Danut Grecu Rumania 19,700                                                                                       | Alexandre Tkachev Unión Soviética 19,675                                                         |
| Salto de potro         | Alexandre Ditiatin Unión Soviética 19,725                                                                                     | Nikolai Andrianov Unión Soviética 19,700                                                                         | Bart Conner Estados Unidos / Ralph Barthel República Democrática Alemana 19,675                  |
| Paralelas              | Bart Conner Estados Unidos 19,725                                                                                             | Kurt Thomas Estados Unidos / Alexandre Tkachev Unión Soviética 19,700                                            |                                                                                                  |
| Barra fija             | Kurt Thomas Estados Unidos 19,775                                                                                             | Alexandre Tkachev Unión Soviética 19,750                                                                         | Alexandre Ditiatin Unión Soviética 19,675                                                        |
| Concurso por equipos   | Unión Soviética Alexander Dityatin Aleksandr Tkachyov Vladimir Markelov Nikolai Andrianov Bogdan Makuts Artur Akopyan 587,500 | Japón Hiroshi Kajiyama Shigeru Kasamatsu Nobuyuki Kajitani Toshiomi Nishikii Koji Gushiken Eizo Kenmotsu 583,700 | Estados Unidos Kurt Thomas Bart Conner Jim Hartung Larry Gerard Tim LaFleur Peter Vidmar 581,150 |

### Femenino
| Evento                 | Oro | Plata | Bronce |
| ---------------------- | --- | --- | --- |
| Concurso completo ind. | Nelli Kim Unión Soviética 78,650 pts.                                                                    | Maxi Gnauck República Democrática Alemana 78,375 pts.                                                                         | Melita Ruhn Rumania 78,325 pts.                                                                                              |
| Suelo                  | Emilia Eberle Rumania 19,800                                                                             | Nelli Kim Unión Soviética 19,775                                                                                              | Melita Ruhn Rumania 19,725                                                                                                   |
| Salto de potro         | Dumitrita Turner Rumania 19,775                                                                          | Stella Zakharova Unión Soviética 19,700                                                                                       | Steffi Kräker República Democrática Alemana / Nelli Kim Unión Soviética 19,675                                               |
| Barras asimétricas     | Yanhong Ma China / Maxi Gnauck República Democrática Alemana 19,825                                      | | Emilia Eberle Rumania 19,750                                                                                                 |
| Barra                  | Vera Cerna Checoslovaquia 19,800                                                                         | Nelly Kim Unión Soviética 19,625                                                                                              | Regina Grabolle República Democrática Alemana 19,575                                                                         |
| Concurso por equipos   | Rumania Nadia Comăneci Rodica Dunca Emilia Eberle Melita Ruhn Dumitriţa Turner Marilena Vladarau 389,550 | Unión Soviética Maria Filatova Nellie Kim Elena Naimushina Natalia Shaposhnikova Natalia Tereschenko Stella Zakharova 388,925 | República Democrática Alemana Maxi Gnauck Regina Grabolle Silvia Hindorff Steffi Kraker Katharina Rensch Karola Sube 388,075 |

## Medallero
| Núm. | País           | Oro | Plata | Bronce | Total |
| ---- | -------------- | --- | ----- | ------ | ----- |
| 1    | URSS           | 5   | 7     | 5      | 17    |
| 2    | Estados Unidos | 3   | 3     | 2      | 8     |
| 3    | Rumania        | 3   | 1     | 3      | 7     |
| 4    | RDA            | 2   | 1     | 4      | 7     |
| 5    | Checoslovaquia | 1   | 0     | 0      | 1     |
| 5    | China          | 1   | 0     | 0      | 1     |
| 5    | Hungría        | 1   | 0     | 0      | 1     |
| 8    | Japón          | 0   | 1     | 1      | 2     |
|      | TOTAL          | 16  | 13    | 15     | 44    |